# Campeonato Argentino de Futebol de 1962
O Campeonato Argentino de Futebol de 1962 foi a trigésima segunda temporada da era profissional da Primeira Divisão do futebol argentino. O certame foi disputado em dois turnos de todos contra todos, entre 25 de março e 15 de dezembro de 1962. O Boca Juniors sagrou-se campeão argentino, pela décima quarta vez.

## Participantes
| Equipe             | Cidade       |
| ------------------ | ------------ |
| Argentinos Juniors | Buenos Aires |
| Atlanta            | Buenos Aires |
| Boca Juniors       | Buenos Aires |
| Chacarita Juniors  | Villa Maipú  |
| Estudiantes        | La Plata     |
| Ferro Carril Oeste | Buenos Aires |
| Gimnasia y Esgrima | La Plata     |
| Huracán            | Buenos Aires |
| Independiente      | Avellaneda   |
| Quilmes            | Quilmes      |
| Racing Club        | Avellaneda   |
| River Plate        | Buenos Aires |
| Rosario Central    | Rosário      |
| San Lorenzo        | Buenos Aires |
| Vélez Sarsfield    | Buenos Aires |

## Classificação final
| Pos | Equipes               | J  | V  | E  | D  | GM | GS | Pts |
| --- | --------------------- | -- | -- | -- | -- | -- | -- | --- |
| 1   | Boca Juniors          | 28 | 18 | 7  | 3  | 45 | 18 | 43  |
| 2   | River Plate           | 28 | 18 | 5  | 5  | 61 | 28 | 41  |
| 3   | Gimnasia y Esgrima LP | 28 | 16 | 6  | 6  | 47 | 28 | 38  |
| 4   | Independiente         | 28 | 12 | 11 | 5  | 41 | 27 | 35  |
| 5   | Chacarita Juniors     | 28 | 12 | 6  | 10 | 51 | 44 | 30  |
| 5   | Rosario Central       | 28 | 10 | 10 | 8  | 38 | 31 | 30  |
| 7   | Atlanta               | 28 | 11 | 6  | 11 | 34 | 28 | 28  |
| 7   | Huracán               | 28 | 10 | 8  | 10 | 36 | 35 | 28  |
| 9   | Racing Club           | 28 | 8  | 10 | 10 | 39 | 41 | 26  |
| 10  | Argentinos Juniors    | 28 | 8  | 7  | 13 | 46 | 53 | 23  |
| 11  | San Lorenzo           | 28 | 7  | 8  | 13 | 39 | 51 | 22  |
| 11  | Ferro Carril Oeste    | 28 | 6  | 10 | 12 | 34 | 52 | 22  |
| 13  | Vélez Sarsfield       | 28 | 5  | 11 | 12 | 35 | 55 | 21  |
| 14  | Estudiantes LP        | 28 | 5  | 10 | 13 | 34 | 53 | 20  |
| 15  | Quilmes               | 28 | 3  | 7  | 18 | 26 | 62 | 13  |

|  |          |
|  | Campeão. |

## Premiação
| Campeonato Argentino de Futebol de 1962 |
| --------------------------------------- |
| Boca Juniors Campeão (14° título)       |

## Goleadores
| Jogador | Jogador         | Gols | Equipe                  |
| ------- | --------------- | ---- | ----------------------- |
|         | Luis Artime     | 25   | River Plate             |
|         | José Sanfilippo | 23   | San Lorenzo             |
|         | Delém           | 19   | River Plate             |
|         | Paulo Valentim  | 19   | Boca Juniors            |
|         | Alfredo Rojas   | 17   | Gimnasia y Esgrima (LP) |